# Saavedra (ciudad)
Saavedra es una localidad de Argentina, perteneciente al partido del mismo nombre, al sudoeste de la provincia de Buenos Aires. Fue fundada en 1888 por Ignacio Saavedra.

## Población
Cuenta con 2276 habitantes (Indec, 2010), lo que representa un incremento del 8% frente a los 2107 habitantes (Indec, 2001) del censo anterior.
| Gráfica de evolución demográfica de Saavedra entre 1960 y 2010 |
|                                                                |
| Fuentes: INDEC                                                 |

## Imágenes

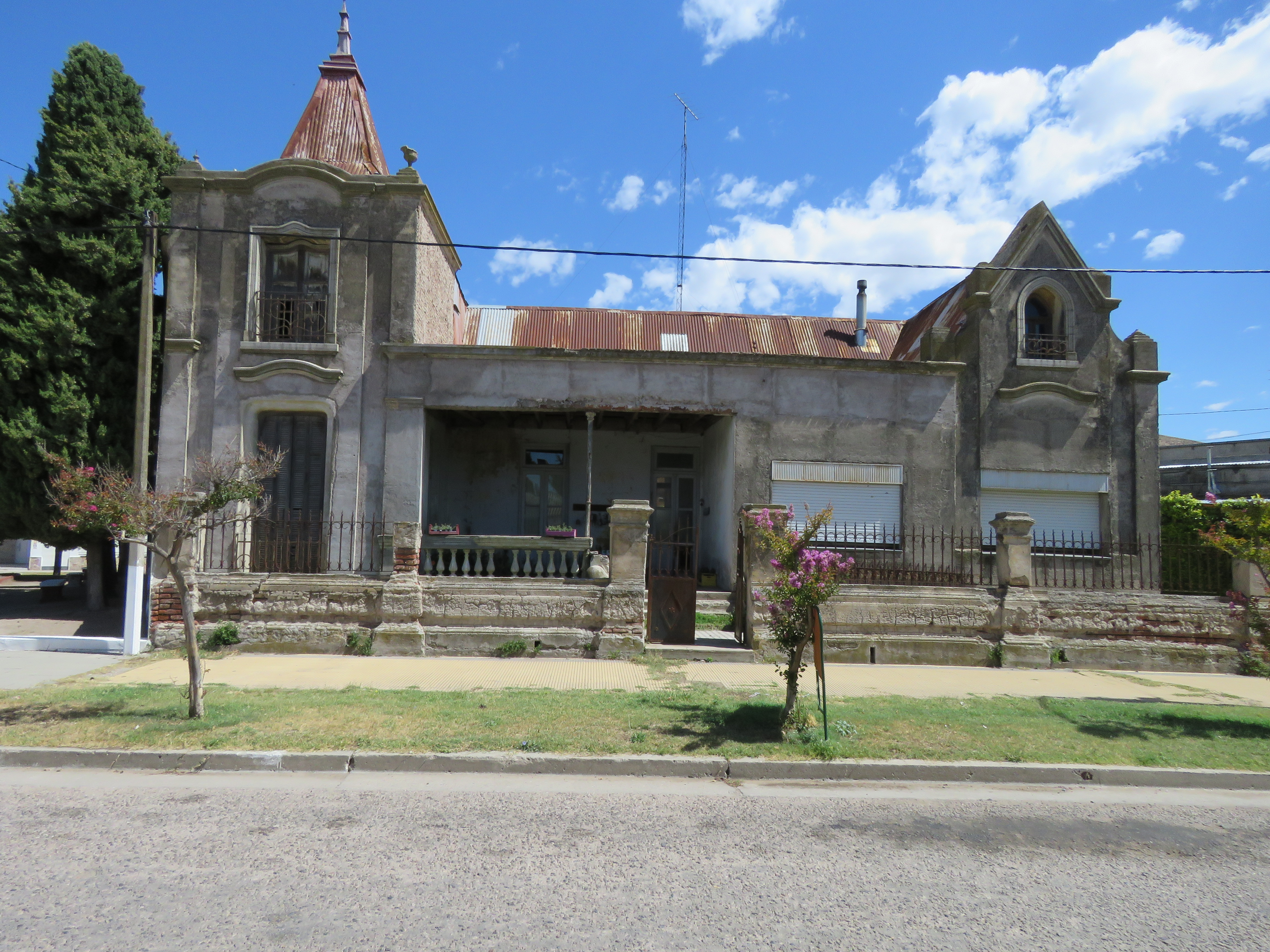
Casa antigua, de Tomi Duffy, frente a la estación de tren
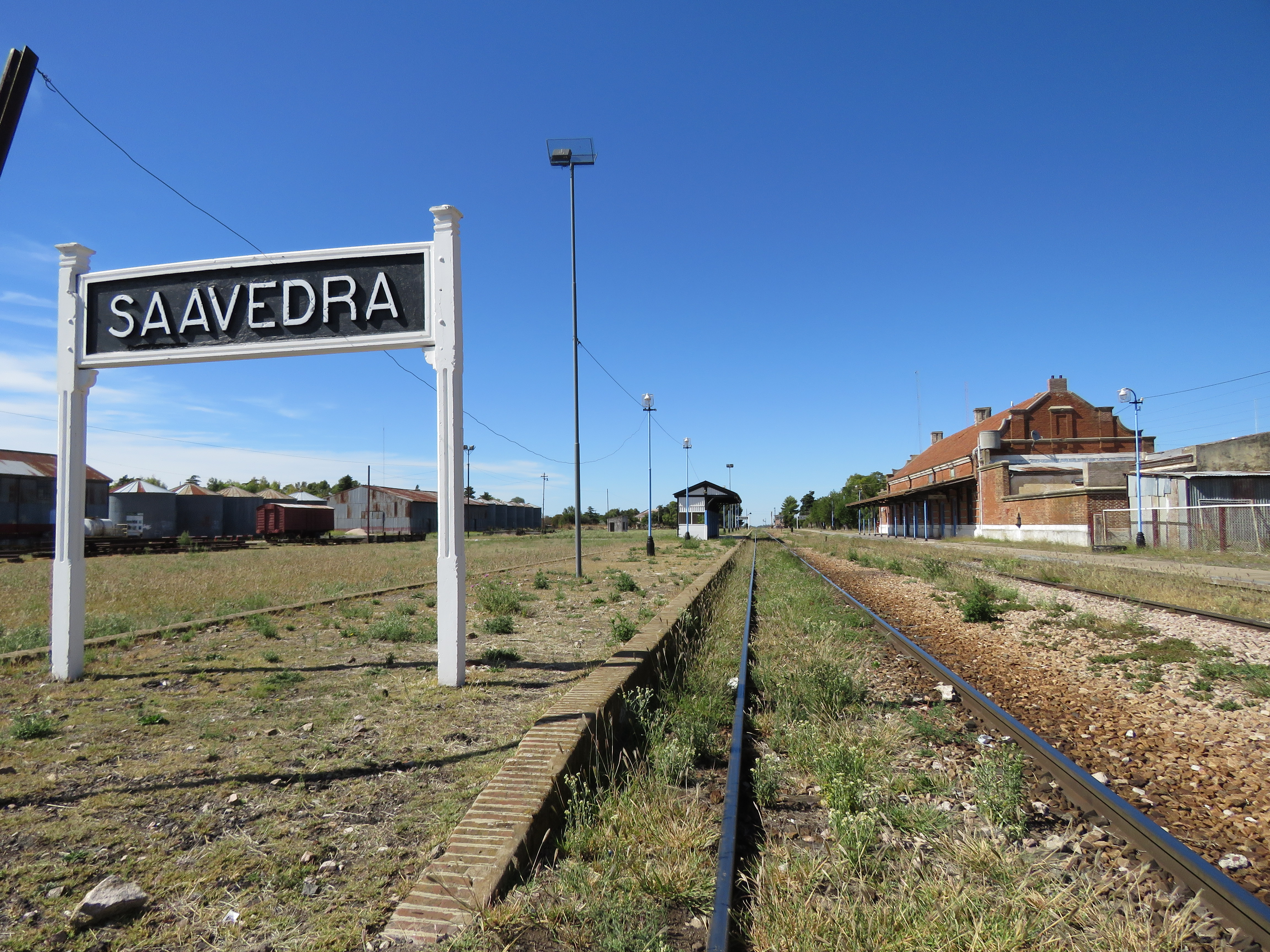
Estación de trenes Saavedra
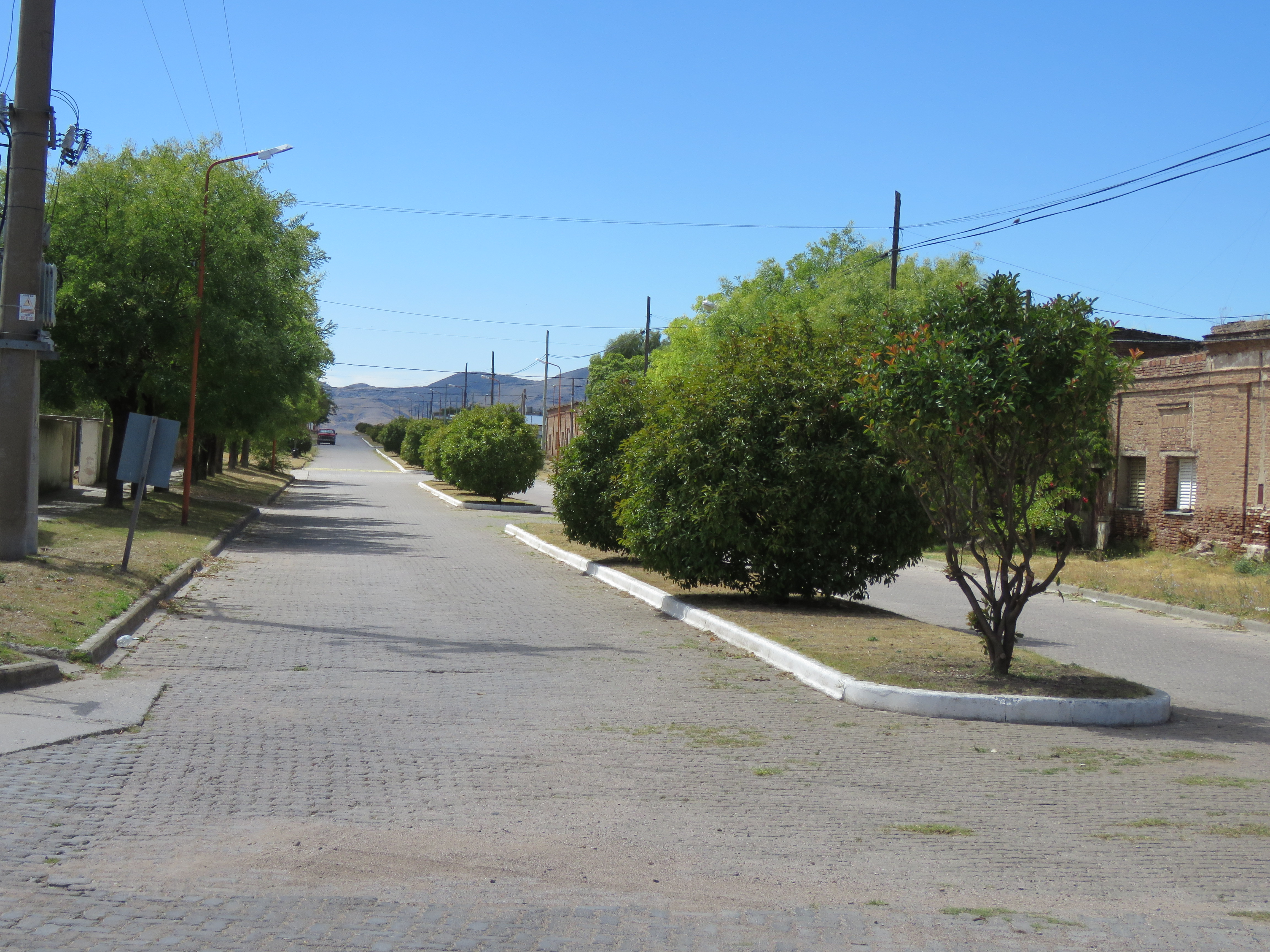
Calle boulevard con vistas hacia las Sierras de Saavedra
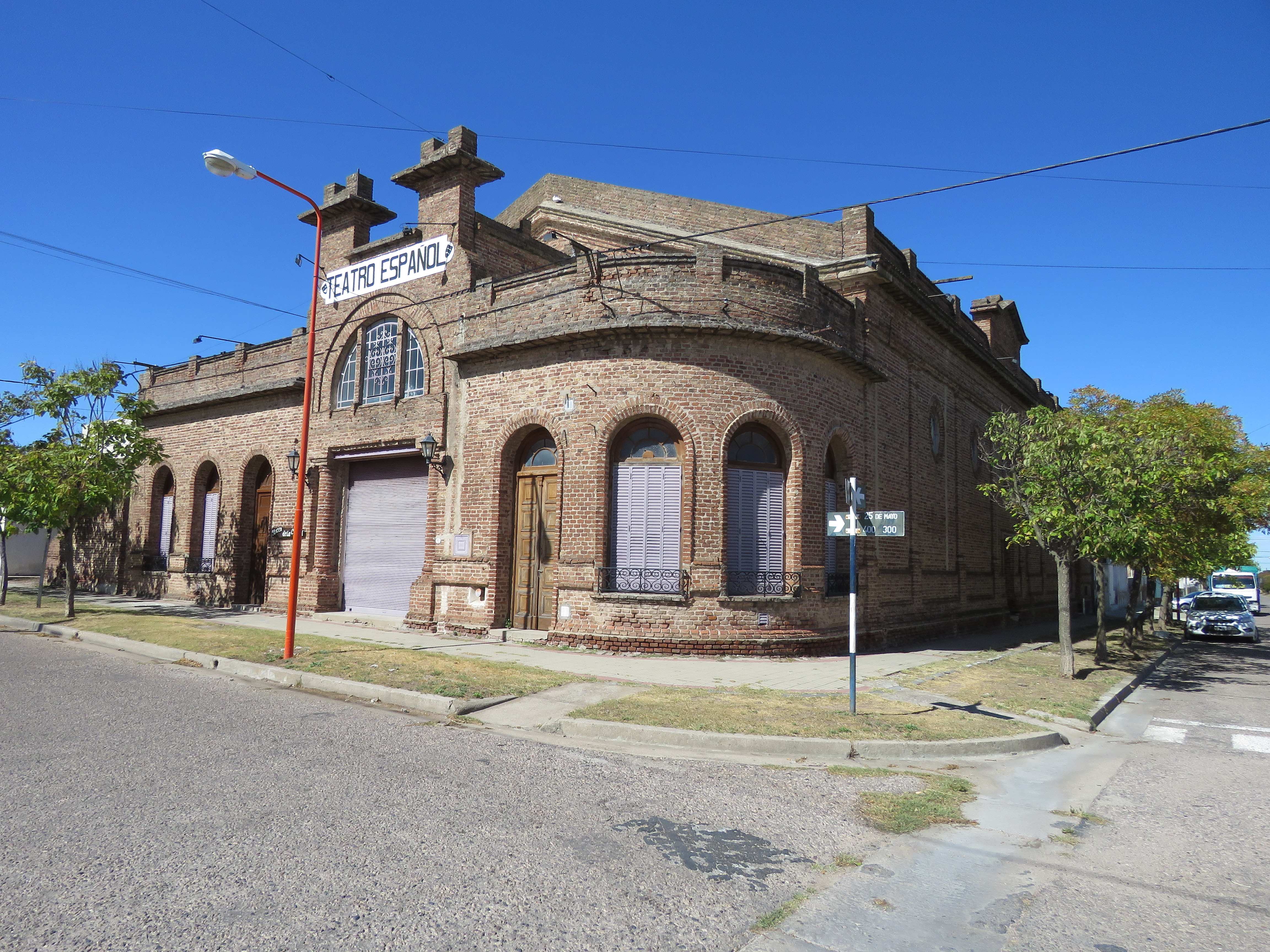
Teatro en Saavedra
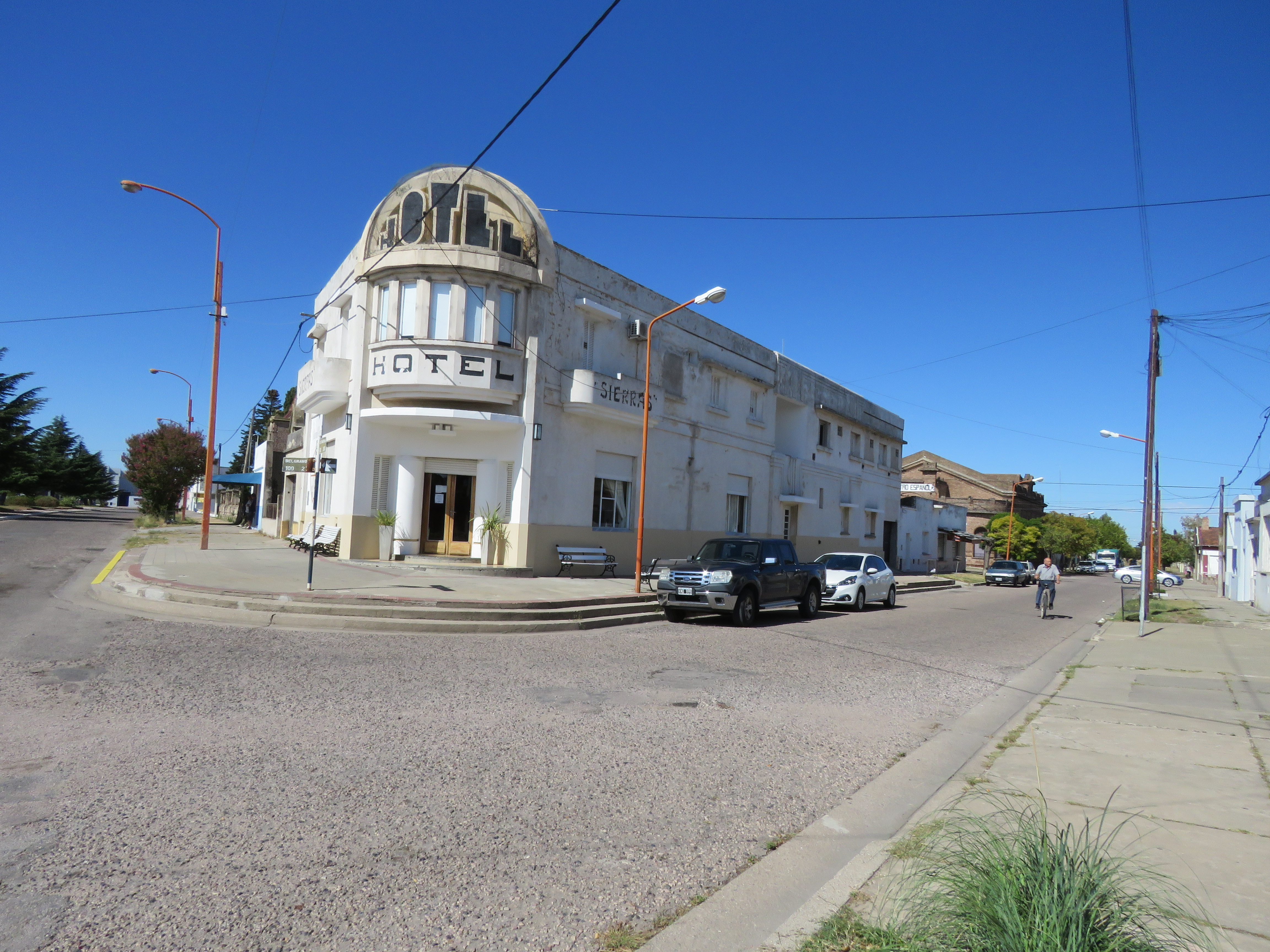
Hotel frente a la estación de tren
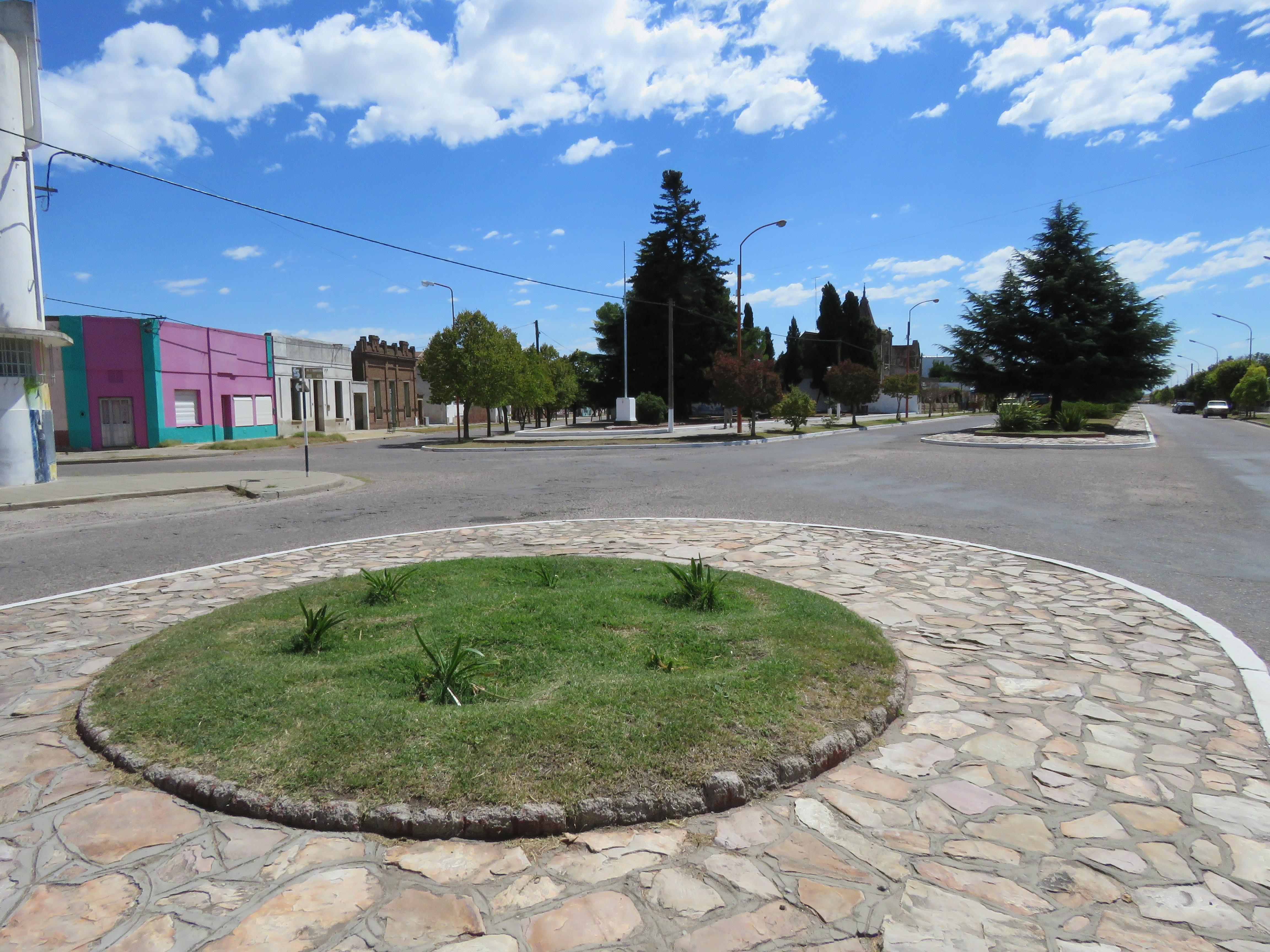
Calles de Saavedra

## Parroquias de la Iglesia católica en Saavedra

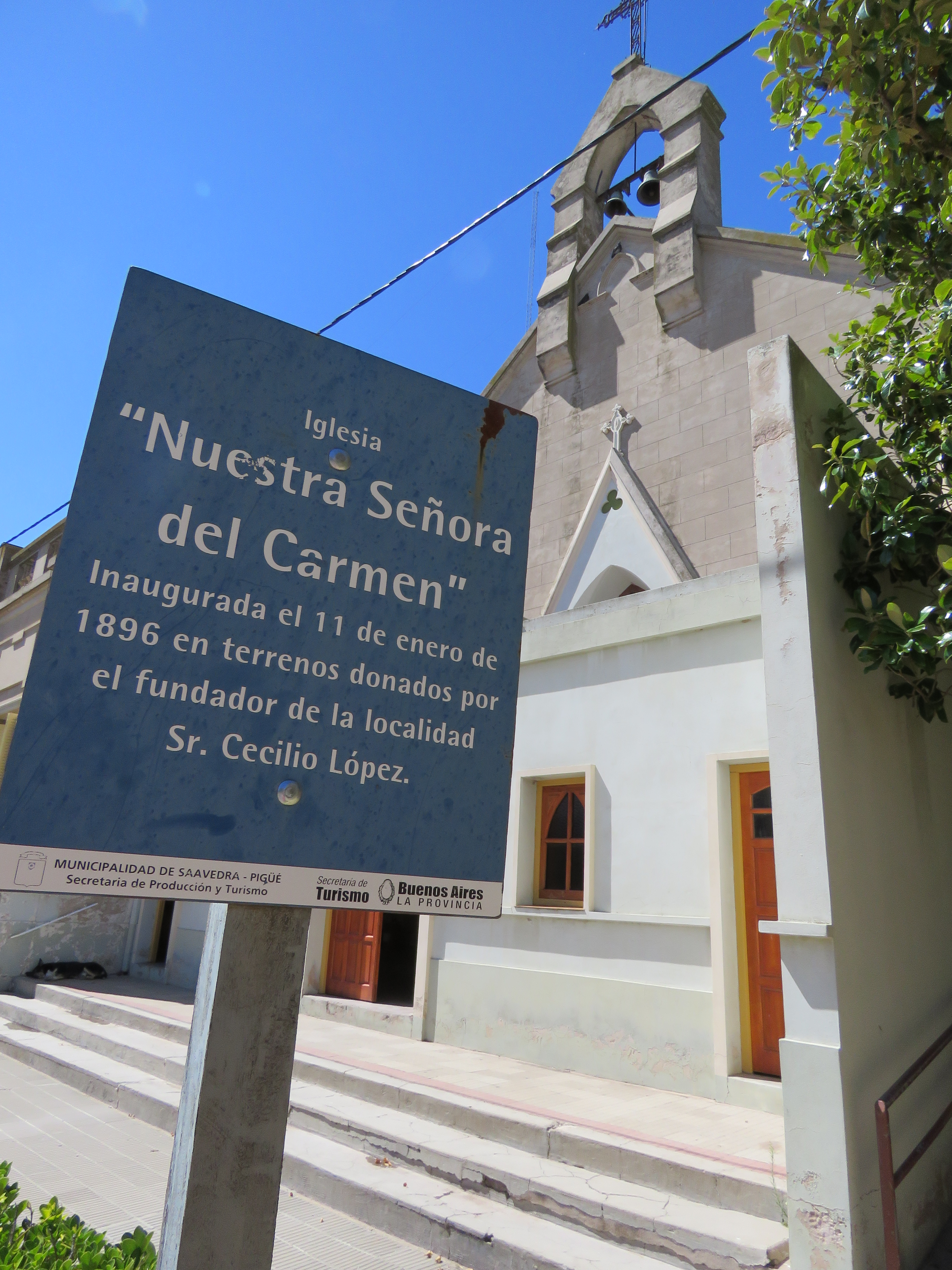
Iglesia frente a la plaza del pueblo
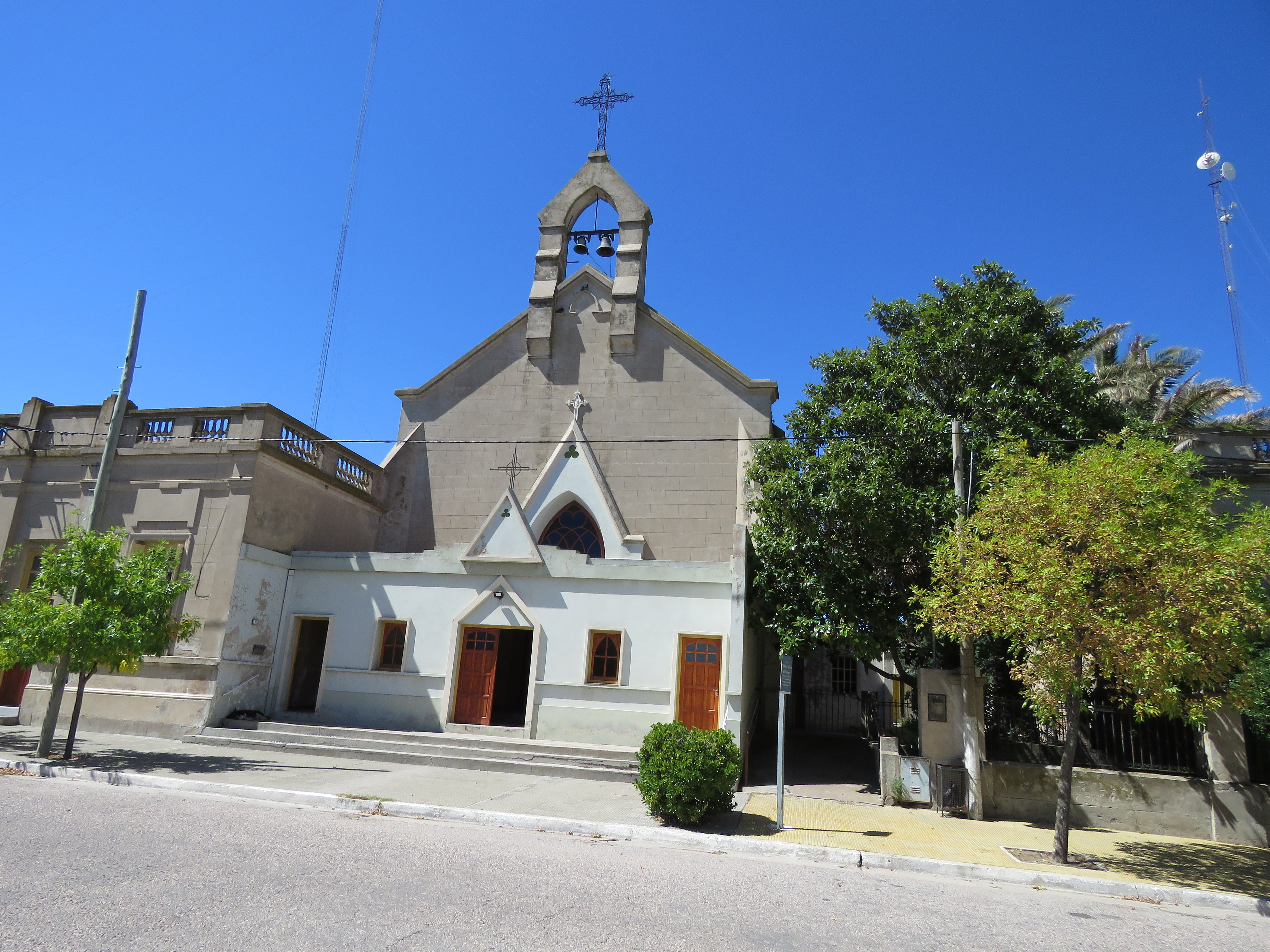
Iglesia de Saavedra
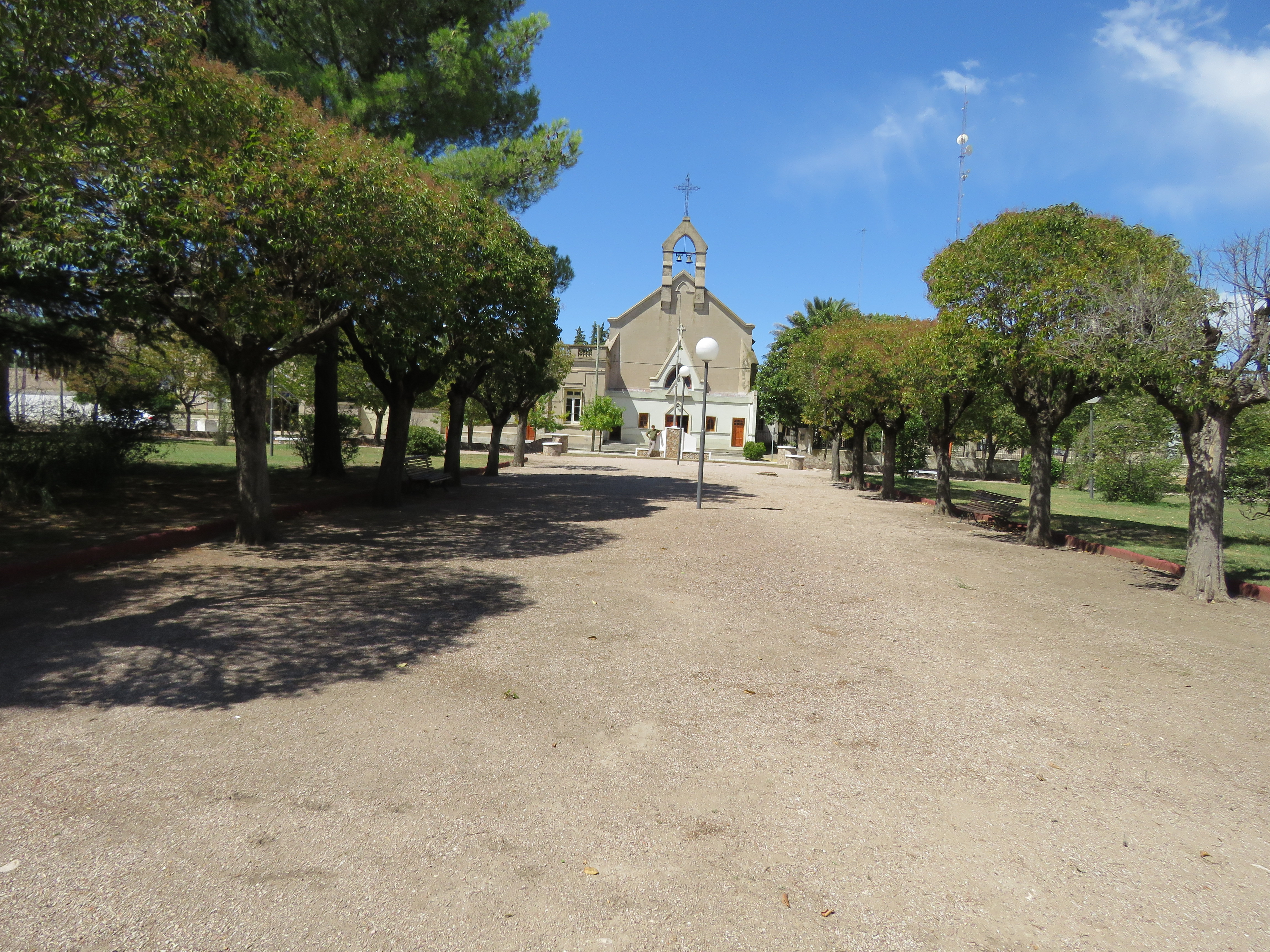
Frente a la plaza del pueblo

| Arquidiócesis | Bahía Blanca              |
| ------------- | ------------------------- |
| Parroquia     | Nuestra Señora del Carmen |